# 35e parallèle sud
Pour les articles homonymes, voir 35e parallèle.

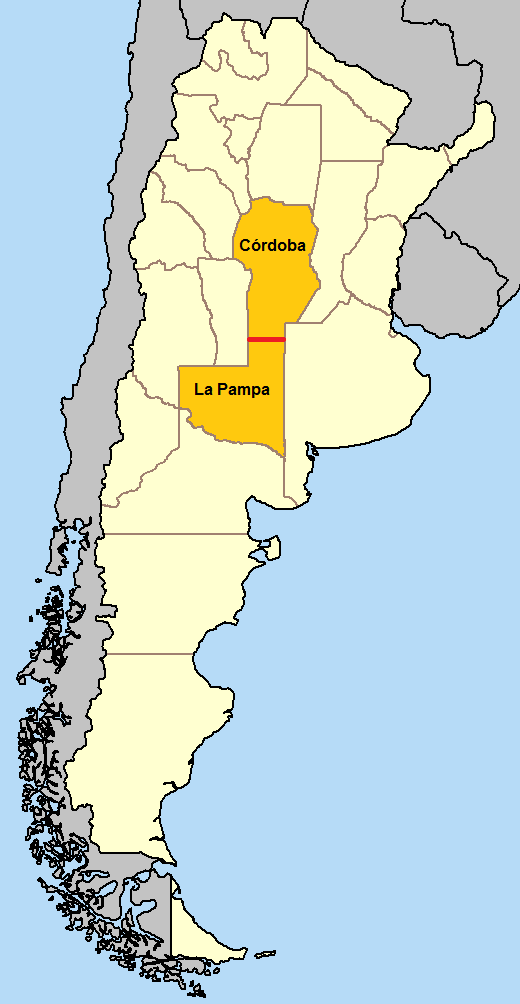
Carte montrant l'emplacement du 35e parallèle sud, définissant la frontière entre deux provinces en Argentine

En géographie, le 35e parallèle sud est le parallèle joignant les points de la surface de la Terre dont la latitude est égale à 35° sud.

## Géographie

### Dimensions
Dans le système géodésique WGS 84, au niveau de 35° de latitude sud, un degré de longitude équivaut à 91,287 km ; la longueur totale du parallèle est donc de 32 864 km, soit environ 82 % de celle de l'équateur. Il en est distant de 3 875 km et du pôle Sud de 6 127 km,.

### Régions traversées
Le 35e parallèle sud passe au-dessus des océans sur environ 92 % de sa longueur. Il traverse l'Argentine, l'Australie, le Chili et la Nouvelle-Zélande. Il passe également dans les eaux de l'Uruguay, entre Punta del Este et l'Isla de Lobos, et à une vingtaine de km du cap des Aiguilles, le point le plus méridional de l'Afrique.
Le tableau ci-dessous résume les différentes zones traversées par le parallèle, d'ouest en est :
| Zone                              | Début                 | Fin                   | Longueur (km) |
| --------------------------------- | --------------------- | --------------------- | ------------- |
| Océans Atlantique et Indien       | 35° 00′ S, 57° 35′ O  | 35° 00′ S, 116° 29′ E | 15 890        |
| Australie (Australie-Occidentale) | 35° 00′ S, 116° 29′ E | 35° 00′ S, 118° 12′ E | 157           |
| Grande baie australienne          | 35° 00′ S, 118° 12′ E | 35° 00′ S, 136° 58′ E | 1 713         |
| Australie (péninsule de Yorke)    | 35° 00′ S, 136° 58′ E | 35° 00′ S, 137° 45′ E | 72            |
| Golfe Saint-Vincent               | 35° 00′ S, 137° 45′ E | 35° 00′ S, 138° 31′ E | 70            |
| Australie                         | 35° 00′ S, 138° 31′ E | 35° 00′ S, 150° 44′ E | 1 115         |
| Océan Pacifique                   | 35° 00′ S, 150° 44′ E | 35° 00′ S, 173° 10′ E | 2 048         |
| Île du Nord (Nouvelle-Zélande)    | 35° 00′ S, 173° 10′ E | 35° 00′ S, 173° 51′ E | 63            |
| Océan Pacifique                   | 35° 00′ S, 173° 51′ E | 35° 00′ S, 173° 56′ E | 8             |
| Motukawanui                       | 35° 00′ S, 173° 56′ E | 35° 00′ S, 173° 57′ E | 2             |
| Océan Pacifique                   | 35° 00′ S, 173° 57′ E | 35° 00′ S, 72° 12′ O  | 10 393        |
| Amérique du Sud                   | 35° 00′ S, 72° 12′ O  | 35° 00′ S, 57° 35′ O  | 1 334         |

## Villes
Les principales villes situées à moins d'un demi-degré de part et d'autre du parallèle sont :
- Argentine : Buenos Aires, La Plata
- Australie : Adélaïde, Albany, Canberra
- Chili : Curicó, Talca
- Nouvelle-Zélande : Kaikohe, Kaitaia
- Uruguay : Montevideo

## Frontière
En Argentine, le 35e parallèle sud forme une partie de la frontière entre les provinces de Córdoba et de La Pampa.